# Drouwen
Drouwen is een dorp in de provincie Drenthe (Nederland), gelegen op de Hondsrug in de gemeente Borger-Odoorn, tussen Borger en Gasselte. Op 1 januari 2023 telde Drouwen 535 inwoners.

## Geschiedenis

### Prehistorie
Dat het gebied rond Drouwen al sinds lange tijd bewoond is, blijkt wel uit de vondst van een vuistbijl uit de laatste ijstijd, meer dan 60.000 jaar oud. Deze vuistbijl zou in 1977 zijn gevonden door P.Kroezinga op het zogeheten keileemplateau van Drouwen.
Veel bekender zijn natuurlijk de hunebedden van de Trechterbekercultuur, de eerste landbouwers in deze streken (ca. 3500-3000 v.Chr.). Bij Drouwen liggen acht hunebedden, twee aan de westkant van het dorp, en een derde wat verder naar het westen, terwijl de vijf hunebedden van Bronneger in feite tussen de beide dorpen in liggen.
In het verleden zijn er nog meer hunebedden geweest. Ludolph Smids schreef in 'Schatkamer der Nederlandsche oudheden' (1711) over meerdere hunebedden. Smids vermeldt dat er in marke Drouwen (ruwweg Drouwen en Bronneger) 16 en in Borger 9 hunebedden te vinden zijn. Al met al lijkt het erop dat het gebied rond Drouwen, Bronneger en Borger een kerngebied voor de hunebedbouwers vormde.
In 1912 kreeg hunebed D19 bij Drouwen door J.H. Holwerda als eerste hunebed een modern archeologisch onderzoek. Hij onderzocht later ook D20, waarmee D19 een paar vormt. In beide werden veel archeologische vondsten gedaan. D20 is van later datum dan D19; D19 is naamgever van de Drouwenperiode van de Trechterbekercultuur, terwijl D20 uit de Havelteperiode is.
Ook in de latere perioden was de regio bewoond. Uit de bronstijd stammen de grafheuvel van de Hoofdman van Drouwen (ca. 1700 v.Chr.) die in 1927 werd opgegraven, maar toen al voor een groot deel was verdwenen, een urnenveld ten noordwesten van Drouwen, waaronder een rijke vondst, bekend geworden als de 'schat van de prinses van Drouwen', en een rijk bronzen zwaard van Deense makelij. De schat van de prinses van Drouwen valt thans te bewonderen in het Drents Museum in Assen. Van latere tijd stammen een aantal Celtic fields, enkele Romeinse grafgiften en een voorchristelijk vroegmiddeleeuws grafveld.

### Ontstaan en bloei
In de 14e eeuw wordt Drouwen voor het eerst genoemd, als "Druwen in den kerspel van Borgheren". Voor de naam 'Druwen' worden twee mogelijke etymologieën genoemd: Het kan zijn afgeleid van het woord 'druwe' dat 'akker' betekent of van de persoonsnaam 'Druwe'.
Drouwen is echter al ouder, wat blijkt uit de schuldmudden die Drenthe aan de bisschop van Utrecht betalen moest voor het gebruik van de woeste gronden. Deze worden geacht gelijk te zijn aan het aantal boerderijen dat een plaats in 944 bezat. Hieruit blijkt dat Drouwen (12 schuldmudden) toentertijd voor het gebied een behoorlijk grote plaats was – groter dan Borger (5 1/2 schuldmudden) of Buinen (6 schuldmudden). Desondanks was het Borger dat in de 14e eeuw kerkdorp en dus hoofdplaats van het kerspel werd. In de volgende eeuwen groeit Borger, maar Drouwen blijft niet ver achter, en begin 19e eeuw telt Drouwen ruim 300 inwoners, en is na Borger (ruim 400 inwoners) nog de grootste plaats in de gemeente Borger, waarvan de grenzen met het kerspel overeenkomen.
Drouwen was in deze periode nog vrijwel geheel een landbouwdorp, en dit zou tot de opkomst van het toerisme en het forensisme in de 20e eeuw zo blijven. Wel is er al sinds de 17e eeuw een bijschool van de school van Borger, die echter tot ver in de 19e eeuw alleen in de wintermaanden open was. Zoals op veel plaatsen in Drenthe waren de woeste gronden rond het dorp gemeenschappelijk bezit, waarin de verschillende bewoners een zogenaamd waardeel bezaten. Het veengebied werd begin 18e eeuw verdeeld, waarna hier een nieuwe nederzetting ontstond, het Drouwener Buirveen (het tegenwoordige Drouwenerveen). De rest van de verdeling van de gemeenschappelijke markegronden, tot dan toe bezit van de boermarke, vond in 1849 plaats.
Lange tijd heeft Drouwen ook een kleine joodse gemeenschap gehad. In 1804 werd in een woonhuis een kleine synagoge gesticht, al had men veel moeite de hiervoor benodigde tien man bijeen te krijgen. Deze huissynagoge heeft dienstgedaan tot 1846. De Drouwense joden (vier gezinnen uit Borger en Drouwen) zijn in de Tweede Wereldoorlog via Westerbork naar Auschwitz en Sobibór gedeporteerd en daar vermoord.

### 19e en 20e eeuw
In de 19e eeuw groeide Drouwen nauwelijks, terwijl vooral de dorpen in het veen, maar ook Borger en Buinen, dit wel deden, en Drouwen werd een van de kleinere dorpen van de gemeente. Rond 1900 richtten de inwoners een zuivelfabriek op, die tot 1968 bleef bestaan.
In 1905 werd een spoorlijn Emmen-Gasselternijveen door de NOLS aangelegd, en Drouwen kreeg een halte aan deze lijn (de plaats van het stationsgebouw wordt thans onder Bronneger gerekend). Het station Drouwen werd in 1937 opgeheven, de lijn zelf verdween in 1964 (nadat al sinds 1938 geen reizigersvervoer meer plaatsvond).
Te intensief gebruik van de woeste gronden rond het dorp leidde tot zandverstuivingen, die al eind 18e eeuw de akkers begonnen te bedreigen, en uiteindelijk zelfs het dorp zelf. Begin 20e eeuw werd door bosaanplant op het Drouwenerzand hieraan een einde gemaakt. Dit leidde al snel tot enig toerisme, dat vooral na de Tweede Wereldoorlog sterk toenam. Naast ondergenoemde toeristische initiatieven is ook de drive-inbioscoop die in 1969 werd gesticht het vermelden waard. Deze "Eerste Eigen Auto Bioscoop van Europa" trok in de jaren zeventig dagelijks vele bezoekers, maar moest het uiteindelijk afleggen tegen de opkomst van de video.

## Toerisme

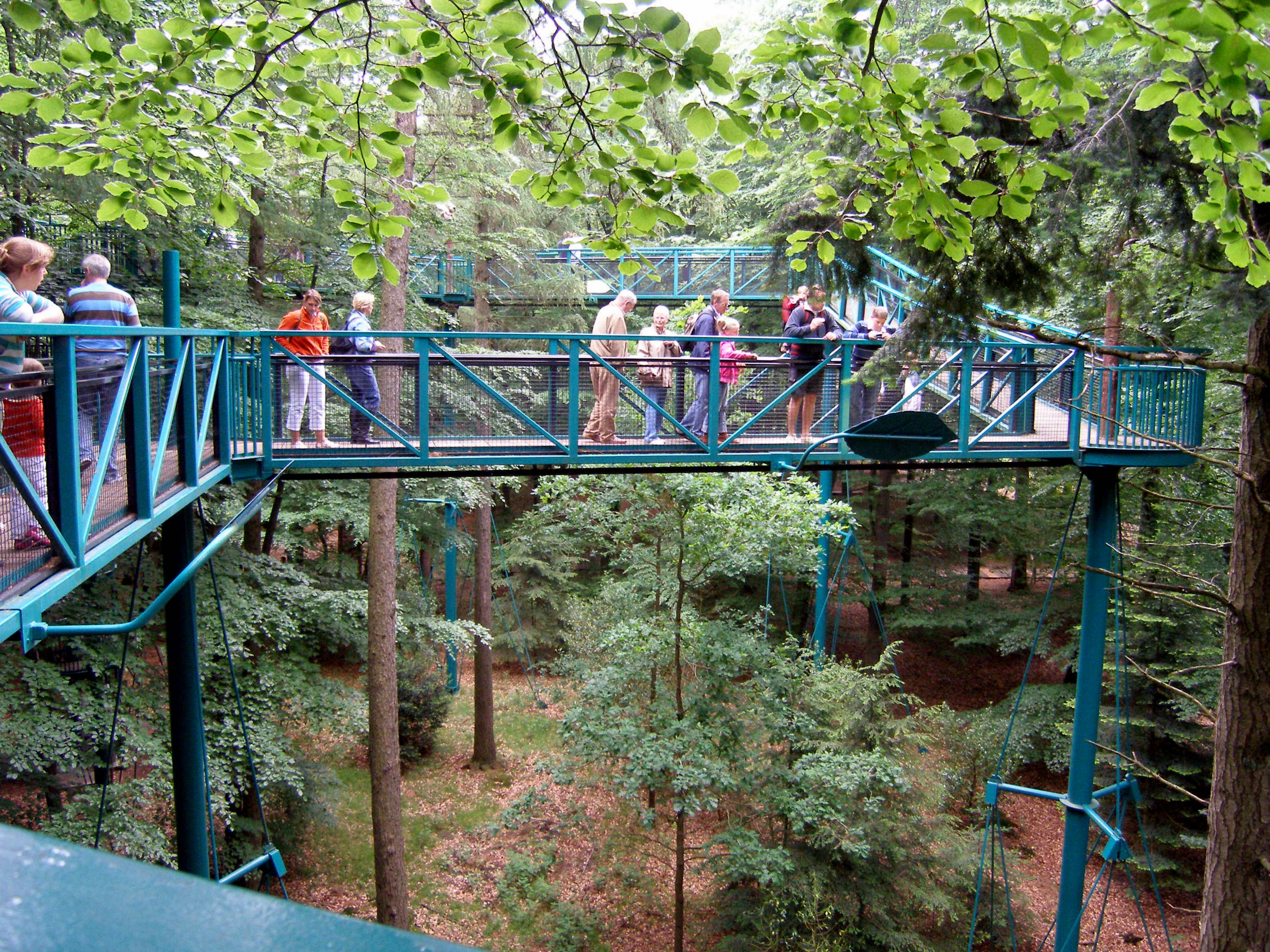
Boomkroonpad

Drouwen is een klein dorp met ongeveer 500 inwoners, maar in de zomer zijn er veel meer mensen, want de plaats is populair bij toeristen. De belangrijkste reden hiervoor zijn de bossen en heidevelden rond het dorp – het Drouwenerzand ten noorden van het dorp (tussen Drouwen en Gasselte) en het Drouwenerveld (boswachterij Gieten-Borger) ten westen. In deze boswachterij heeft staatsbosbeheer het Boomkroonpad gecreëerd, waar men onder de grond en in de kruinen van de bomen informatie over de natuur krijgt, terwijl in het Drouwenerzand weer een schaapskudde over de hei zwerft. Verder oostelijk, in de richting van Drouwenerveen aan de Hunze is Stichting Het Drentse Landschap van plan aan 'natte natuurontwikkeling' te gaan doen.
Andere trekpleisters zijn de hunebedden en een attractiepark (Drouwenerzand). Bij Versteend leven is er een expositie en verkoop van bijzondere gesteenten en fossielen. Voor de overnachting zijn er campings, bungalowparken en een hotel, en ook de drie restaurants zijn grotendeels op toeristen gericht.
Op de lokale bevolking gerichte middenstand is er daarentegen niet, en de bevolking moet sinds de jaren negentig naar een van de buurdorpen voor de dagelijkse boodschappen. Wel is er een dorpshuis met diverse activiteiten; overdag doet het gebouw dienst als school.

## Bekende Drouwenaren
- De Drentse schrijver Harm Tiesing (1852-1936), hoewel geboren en het grootste deel van zijn leven woonachtig in Borger, woonde tussen 1862 en 1870 in Drouwen.
- Jan Krol (1962-2023), bekend geworden als de jonge Bartje uit de gelijknamige televisieserie in de jaren zeventig, is hier geboren en woonde bij zijn ouders op de boerderij.
- De keramist Johan Broekema (1943-2010) woonde jarenlang in Drouwen.